# Jean-Claude Dequéant
Jean-Claude Dequéant est un auteur-compositeur français.
Il a collaboré avec plusieurs artistes plus ou moins célèbres tels que Anne Mason, Renaud, Alain Souchon, Violette Vial, Yves Simon, Michel Corringe (Album " À Suivre"), Corinne Catherine ('Enlève ton Walkman') et Mylène Farmer dont il a composé la musique de la chanson Libertine (texte de Laurent Boutonnat) en 1986, vendue à plus de 370 000 exemplaires. Libertine fut bien plus tard reprise par Kate Ryan (N°6 en Espagne, N°7 en Belgique, Allemagne et Autriche, N°8 en Pologne, N°26 en Europe, N°48 en France).